# Asserballe (plaats)
Asserballe is een plaats in de Deense regio Zuid-Denemarken, gemeente Sønderborg, en telt 329 inwoners (2008).